# Счётная палата Болгарии
Счётная палата Болгарии  — высшее аудиторское учреждение государства. Она осуществляет внешний контроль за расходованием средств и деятельностью государственных организаций в соответствии с законодательством. Это предусмотрено в Конституции Болгарии.

## Функции
Счётная палата Болгарии выполняет только функцию аудита. Верховная счётная палата Царство Болгария также выступала в качестве специальной юрисдикции с судебной функцией.
Исторически сложилось так, что Верховная счётная палата Царство Болгария имеет де-факто четыре функции:
1. контроль, т.е. аудит
2. административные
3. судебные
4. отчетность в Национальное собрание

## Суд
С 1925 по 1947 год в Счетной палате действует специальный суд, который является третьим верховным судом государства - при общественной подотчетности.